# Aviron aux Jeux olympiques d'été de 2004
Navigation
Sydney 2000 Pékin 2008
Aux Jeux olympiques d'Athènes, les épreuves d'aviron (sport) ont lieu au Centre Olympique d'aviron de Schinias. 192 femmes et 458 hommes disputent les 14 épreuves de ce sport apparu pour la première fois aux Jeux en 1900 pour les hommes et aux Jeux de 1976 pour les femmes.

## Tableau des médailles pour l'aviron
| Rang | Pays               | Médaille d'or, Jeux olympiques | Médaille d'argent, Jeux olympiques | Médaille de bronze, Jeux olympiques | Total |
| ---- | ------------------ | ------------------------------ | ---------------------------------- | ----------------------------------- | ----- |
| 1    | Roumanie           | 3                              | 0                                  | 0                                   | 3     |
| 2    | Allemagne          | 2                              | 2                                  | 0                                   | 4     |
| 3    | Royaume-Uni        | 1                              | 2                                  | 1                                   | 4     |
| 4    | Australie          | 1                              | 1                                  | 2                                   | 4     |
| 5    | France             | 1                              | 1                                  | 0                                   | 2     |
| 7    | Danemark           | 1                              | 0                                  | 0                                   | 1     |
| -    | Norvège            | 1                              | 0                                  | 0                                   | 1     |
| -    | Nouvelle-Zélande   | 1                              | 0                                  | 0                                   | 1     |
| -    | Pologne            | 1                              | 0                                  | 0                                   | 1     |
| -    | Russie             | 1                              | 0                                  | 0                                   | 1     |
| 12   | Pays-Bas           | 0                              | 1                                  | 2                                   | 3     |
| 13   | Biélorussie        | 0                              | 1                                  | 1                                   | 2     |
| 14   | Canada             | 0                              | 1                                  | 0                                   | 1     |
| -    | Croatie            | 0                              | 1                                  | 0                                   | 1     |
| -    | République tchèque | 0                              | 1                                  | 0                                   | 1     |
| -    | Estonie            | 0                              | 1                                  | 0                                   | 1     |
| -    | Slovénie           | 0                              | 1                                  | 0                                   | 1     |
| 19   | Italie             | 0                              | 0                                  | 3                                   | 3     |
| 20   | Bulgarie           | 0                              | 0                                  | 2                                   | 2     |
| 21   | Grèce              | 0                              | 0                                  | 1                                   | 1     |
| -    | Afrique du Sud     | 0                              | 0                                  | 1                                   | 1     |
| -    | Ukraine            | 0                              | 0                                  | 1                                   | 1     |

Pour les résultats détaillés, voir Aviron aux Jeux olympiques de 2004, résultats détaillés.

## Embarcations de couple

### Skiff femmes
(résultats détaillés)
| Médaille                            | Nom                          | Pays        | Temps         |
| ----------------------------------- | ---------------------------- | ----------- | ------------- |
| Médaille d'or, Jeux olympiques      | Katrin Rutschow-Stomporowski | Allemagne   | 7 min 18 s 09 |
| Médaille d'argent, Jeux olympiques  | Ekaterina Karsten            | Biélorussie | 7 min 21 s 99 |
| Médaille de bronze, Jeux olympiques | Rumyana Neykova              | Bulgarie    | 7 min 23 s 10 |

### Skiff hommes
(résultats détaillés)
| Médaille                            | Nom          | Pays     | Temps         |
| ----------------------------------- | ------------ | -------- | ------------- |
| Médaille d'or, Jeux olympiques      | Olaf Tufte   | Norvège  | 6 min 49 s 30 |
| Médaille d'argent, Jeux olympiques  | Jüri Jaanson | Estonie  | 6 min 51 s 42 |
| Médaille de bronze, Jeux olympiques | Ivo Yanakiev | Bulgarie | 6 min 52 s 86 |

### Deux de couple femmes
(résultats détaillés)
| Médaille                            | Noms                                              | Pays             | Temps         |
| ----------------------------------- | ------------------------------------------------- | ---------------- | ------------- |
| Médaille d'or, Jeux olympiques      | Georgina Evers-Swindell - Caroline Evers-Swindell | Nouvelle-Zélande | 7 min 01 s 79 |
| Médaille d'argent, Jeux olympiques  | Peggy Waleska - Britta Oppelt                     | Allemagne        | 7 min 02 s 78 |
| Médaille de bronze, Jeux olympiques | Sarah Winckless - Elise Laverick                  | Royaume-Uni      | 7 min 07 s 58 |

### Deux de couple hommes
(résultats détaillés)
| Médaille                            | Noms                                 | Pays     | Temps         |
| ----------------------------------- | ------------------------------------ | -------- | ------------- |
| Médaille d'or, Jeux olympiques      | Sébastien Vieilledent - Adrien Hardy | France   | 6 min 29 s 18 |
| Médaille d'argent, Jeux olympiques  | Luka Špik - Iztok Cop                | Slovénie | 6 min 31 s 69 |
| Médaille de bronze, Jeux olympiques | Rossano Galtarossa - Alessio Sartori | Italie   | 6 min 32 s 97 |

### Deux de couple poids légers femmes
(résultats détaillés)
| Médaille                            | Noms                                   | Pays      | Temps         |
| ----------------------------------- | -------------------------------------- | --------- | ------------- |
| Médaille d'or, Jeux olympiques      | Constanta Burcica - Angela Alupei      | Roumanie  | 6 min 56 s 05 |
| Médaille d'argent, Jeux olympiques  | Daniela Reimer - Claudia Blasberg      | Allemagne | 6 min 57 s 33 |
| Médaille de bronze, Jeux olympiques | Kirsten van der Kolk - Marit van Eupen | Pays-Bas  | 6 min 58 s 54 |

### Deux de couple poids légers hommes
(résultats détaillés)
| Médaille                            | Noms                                     | Pays    | Temps         |
| ----------------------------------- | ---------------------------------------- | ------- | ------------- |
| Médaille d'or, Jeux olympiques      | Tomasz Kucharski - Robert Sycz           | Pologne | 6 min 20 s 93 |
| Médaille d'argent, Jeux olympiques  | Frédéric Dufour - Pascal Touron          | France  | 6 min 21 s 46 |
| Médaille de bronze, Jeux olympiques | Vasílios Polýmeros - Nikólaos Skiathítis | Grèce   | 6 min 23 s 23 |

### Quatre de couple femmes
(résultats détaillés)
| Médaille                            | Noms                                                              | Pays        | Temps         |
| ----------------------------------- | ----------------------------------------------------------------- | ----------- | ------------- |
| Médaille d'or, Jeux olympiques      | Kathrin Boron - Meike Evers - Manuela Lutze - Kerstin El Qalqili  | Allemagne   | 6 min 29 s 29 |
| Médaille d'argent, Jeux olympiques  | Alison Mowbray - Debbie Flood - Frances Houghton - Rebecca Romero | Royaume-Uni | 6 min 31 s 26 |
| Médaille de bronze, Jeux olympiques | Dana Faletic - Rebecca Sattin - Amber Bradley - Kerry Hore        | Australie   | 6 min 34 s 73 |

### Quatre de couple hommes
(résultats détaillés)
| Médaille                            | Noms                                                                  | Pays               | Temps         |
| ----------------------------------- | --------------------------------------------------------------------- | ------------------ | ------------- |
| Médaille d'or, Jeux olympiques      | Igor Kravtsov - Sergey Fedorovtsev - Nikolay Spinev - Aleksey Svirin  | Russie             | 5 min 56 s 85 |
| Médaille d'argent, Jeux olympiques  | David Kopriva - Tomáš Karas - Jakub Hanák - David Jirka               | République tchèque | 5 min 57 s 43 |
| Médaille de bronze, Jeux olympiques | Serhiy Hryn - Serhiy Biloushchenko - Oleh Lykov - Leonid Shaposhnykov | Ukraine            | 5 min 58 s 87 |

## Embarcations de pointe

### Deux sans barreuse femmes
(résultats détaillés)
| Médaille                            | Noms                             | Pays        | Temps         |
| ----------------------------------- | -------------------------------- | ----------- | ------------- |
| Médaille d'or, Jeux olympiques      | Georgeta Damian - Viorica Susanu | Roumanie    | 7 min 06 s 55 |
| Médaille d'argent, Jeux olympiques  | Katherine Grainger - Cath Bishop | Royaume-Uni | 7 min 08 s 66 |
| Médaille de bronze, Jeux olympiques | Yuliya Bichyk - Natallia Helakh  | Biélorussie | 7 min 09 s 86 |

### Deux sans barreur hommes
(résultats détaillés)
| Médaille                            | Noms                             | Pays           | Temps         |
| ----------------------------------- | -------------------------------- | -------------- | ------------- |
| Médaille d'or, Jeux olympiques      | Drew Ginn - James Tomkins        | Australie      | 6 min 30 s 76 |
| Médaille d'argent, Jeux olympiques  | Siniša Skelin - Nikša Skelin     | Croatie        | 6 min 32 s 64 |
| Médaille de bronze, Jeux olympiques | Donovan Cech - Ramon di Clemente | Afrique du Sud | 6 min 33 s 40 |

### Quatre sans barreur hommes
(résultats détaillés)
| Médaille                            | Noms                                                                  | Pays        | Temps         |
| ----------------------------------- | --------------------------------------------------------------------- | ----------- | ------------- |
| Médaille d'or, Jeux olympiques      | Steve Williams - James Cracknell - Ed Coode - Matthew Pinsent         | Royaume-Uni | 6 min 06 s 98 |
| Médaille d'argent, Jeux olympiques  | Cameron Baerg - Thomas Herschmiller - Jake Wetzel - Barney Williams   | Canada      | 6 min 07 s 06 |
| Médaille de bronze, Jeux olympiques | Lorenzo Porzio - Dario Dentale - Luca Agamennoni - Raffaello Leonardo | Italie      | 6 min 10 s 41 |

### Quatre sans barreur poids légers hommes
(résultats détaillés)
| Médaille                            | Noms                                                                        | Pays      | Temps         |
| ----------------------------------- | --------------------------------------------------------------------------- | --------- | ------------- |
| Médaille d'or, Jeux olympiques      | Thor Kristensen - Thomas Ebert - Stephan Mølvig - Eskild Ebbesen            | Danemark  | 6 min 01 s 39 |
| Médaille d'argent, Jeux olympiques  | Glen Loftus - Anthony Edwards - Ben Cureton - Simon Burgess                 | Australie | 6 min 02 s 79 |
| Médaille de bronze, Jeux olympiques | Lorenzo Bertini - Catello Amarante - Salvatore Amitrano - Bruno Mascarenhas | Italie    | 6 min 03 s 74 |

### Huit femmes
(résultats détaillés)
| Médaille                            | Pays | Temps         |
| ----------------------------------- | --- | ------------- |
| Médaille d'or, Jeux olympiques      | Roumanie Rodica Şerban Viorica Susanu Aurica Bărăscu Ioana Papuc Liliana Gafencu Elisabeta Lipă Georgeta Damian Doina Ignat Elena Georgescu            | 6 min 17 s 70 |
| Médaille d'argent, Jeux olympiques  | États-Unis Kate Johnson Samantha Magee Megan Dirkmaat Alison Cox Caryn Davies Laurel Korholz Anna Mickelson Lianne Nelson Mary Whipple                 | 6 min 19 s 56 |
| Médaille de bronze, Jeux olympiques | Pays-Bas Froukje Wegman Marlies Smulders Nienke Hommes Hurnet Dekkers Annemarieke van Rumpt Annemiek de Haan Sarah Siegelaar Helen Tanger Ester Workel | 6 min 19 s 85 |

### Huit hommes
(résultats détaillés)
| Médaille                            | Pays | Temps         |
| ----------------------------------- | --- | ------------- |
| Médaille d'or, Jeux olympiques      | États-Unis Jason Read Wyatt Allen Chris Ahrens Joseph Hansen Matt Deakin Dan Beery Beau Hoopman Bryan Volpenhein Peter Cipollone                                 | 5 min 42 s 48 |
| Médaille d'argent, Jeux olympiques  | Pays-Bas Matthijs Vellenga Gijs Vermeulen Jan-Willem Gabriëls Daniël Mensch Geert-Jan Derksen Gerritjan Eggenkamp Diederik Simon Michiel Bartman Chun Wei Cheung | 5 min 43 s 75 |
| Médaille de bronze, Jeux olympiques | Australie Stefan Szczurowski Stuart Reside Stuart Welch James Stewart Geoffrey Stewart Bo Hanson Mike McKay Stephen Stewart Michael Toon                         | 5 min 45 s 38 |